# Alegeri generale în Brazilia, 2006
Alegerile generale din Brazilia din 1 octombrie 2006 au fost ținute pentru alegerea deputaților, a o treime din Senatul Federal și a membrilor adunărilor legislative din cele 26 de state ale Braziliei.

## Alegerile legislative
Puterea legislative din Brazilia este bicamerală. Este compusă din  Camera Deputaților și Senatul Federal. Camera Deputaților din Brazilia este formată din 513 de deputați aleși  printr-un sistem proporțional și au un mandat de patru ani. Senatul Braziliei are 81 de senatori aleși pentru un mandat de opt ani. Toate unitațile federative din Brazilia (26 state și un district federal) au aceeași reprezentare în camera mare, 3 senatori.

## Camera Deputaților
Alegerile din camera mică din Congresul Național au fost câștigate, pentru numărul voturilor, de Partidul Muncitorilor, partidul lui Lula. Totuși partidul care a obținut mai mulți deputați a fost  Partidul Mișcării Democratice Braziliene din opoziție.
Sistemul alegerilor este următorul: se votează direct candidatul, nu o listă a partidului politic, deși se poate subvenționa un vot de pe lista cu partide. Fiecare stat din Brazilia este o circumcrispție electorală. Numărul deputaților pentru un stat diferă în funcție de populație. De exemplu, în Sao Paulo, s-au ales șaptezeci de deputați în timp ce în Tocantins s-au ales opt. În comparație cu alegerile legislative din 2002, Partidul Munctorilor a pierdut opt deputați, Partidul Social Democratic Brazilian – șase, PFL – 19, Partidul Progresist – 7, PLB – 4, PL – 3, PRON – 4.
De cealaltă parte, a crescut Partidul Mișcării Democratice Braziliene la cinci, Partidul Socialist Brazilian – 5, Partidul Democratic Muncitoresc la 3, Partidul Popular Socialist la 6, Partidul Verde la 8, Partidul Comunist Brazilian – 1, Partidul Social Creștin – 8 și Partidul Mobilizării Naționale -2
Au fost alte partide care au obținut deputați în 2002, dar în aceste alegeri au pierdut, aceasta s-a datorat unui număr scăzut de voturi sau pentru că partidul a dispărut. Este cazul Partidului Social Muncitoresc, care a obținut trei deputați la alegerile anterioare, dar s-a unit cu Partidul Liberal în 2003. De asemenea și cazul Partidului Social Democrat, care după ce a obținut patru deputași s-a dizolvat. Partidul Social Liberal și Partidul Social-Democrat Creștin și-au pierdut locurile în ciuda faptului că și-au dublat procentajele la voturi.
De asemenea au intrat noi partide în Cameră. Partidul Socialism și Liberatate, înfiintat în 2004, a obținut trei deputați. În plus, Partidul Umanist și Solidaritate, Partidul Muncitoresc din Brazilia, Partidul Retrașilor din Națiune și Partidul Republican Barzilian au obținut cel puțin un deputat, după ce au eșuat în alegerile din 2002.

## Consecințe
Din aceste alegeri a ieșit un parlament foarte fragmentat în care Lula, câștigătorul alegerilor prezidențiale, a trebuit să caute sprijin pentru a putea guverna fără eșecuri.
În Camera Deputaților există o clauză de barieră care afecta partidele care nu depășeau 5 % din voturi, împiedicându-i să se bucure de beneficiile parlamentare. Aceasta clauză a fost declarată neconstituțională de Tribunalul Suprem în decembrie 2006. Totuși, înainte de aceasta decizie judiciară trebuiau făcute mișcări în cadrul partidelor pentru a fi evitată. Partidul Retrașilor din Națiune s-a unit cu Partidul Muncitoresc Brazilian, în timp ce PRONA și Partidul Liberal au creat Partidul Republicii. De asemenea Partidul Popular Socialist, Partidul Mișcării Naționale și Partidul Umanist al Solidarității trebuiau să creeze un nou partid care s-ar fi numit Mișcarea Democratică, dar decizia judiciara le-au stricat planurile, rămânând independente cele trei partide. Dacă nu ar fi fost declarată neconstituțională, clauza barierii afecta majoritatea partidelor, lăsând doar șapte formațiuni mai presus de pragul de 5 % din voturi.
De alta parte, prăbușirea Partidului de Frunte Liberal, pierderea a 19 deputați, i-a condus pe liderii săi să modifice numele partidului în Democratic. Odată cu schimbarea numelui, liderii partidului au sperat să se schimbe de asemenea și rezultatele sale.
La 1 februarie 2007 Camera a ales ca președinte pe Arlingo Chinaglia din Partidul Muncitorilor, înlocuindu-l pe Aldo Rebelo, din Partidul Comunist din Brazilia. În cadrul votării, Chinaglia a ieșit în fața lui Rebelo pentru doar 18 voturi. Rebelo a declarat după votare că acceptă decizia plenariului și că va continua în Camera Deputaților, respingând orice posibilitate de a avea un post în cadrul guvernului.

## Senatul
Sistemul alegerilor membrilor camerei mari a Congresului Brazilian este diferit de cel al Camerei Deputaților. Senatorii au un mandat de opt ani, dublu față de cel al deputaților. La fiecare patru ani se reînoiește o parte din senat: sau doua treimi sau o treime. În cadrul alegerilor legislative din 2002 s-au reînnoit două trimi datorită acestui fapt, în cadrul acestor alegeri s-a reînnoit o treime. În acest mod, s-a ales un senator pentru fiecare stat și pentru Districtul Federal. La fiecare votare, candidatul cel mai votat era desemnat automat senator, fără a fi nevoie de o a doua rundă.
Din cei 27 de senatori aleși, șase erau din Partidul de Frunte Liberal, cinci din Partidul Social Democratic Brazilian, patru din Partidul Miscarii Democratice, trei din Partidul Muncitoresc din Brazilia, și doi din Partidul Muncitoresc. Alți 7 senatori aparțineau de alte partide politice: Partidul Comunist din Brazilia, Partidul Democratic Muncitoresc, Partidul Liberal, Partidul Progresist, Partidul Popular Socialist, Partidul Muncitoresc Reînnoit Brazilian și Partidul Socialist din Brazilia. Printre senatorii aleși se numărau doi foști președinți, Fernanco Collor de Mello și Jose Sarney. De asemenea erau și foști guvernatori ca Alvaro Dias și fost ministru ca Alfredo Nascimento, în general senatorii aveau experiență politică de înalt nivel. Senatul și-a menținut președintele, Renan Calheiros, în noua legislatură.

## Lista de senatori aleși în fiecare stat
- Acre - Tião Viana (PT)
- Alagoas - Fernando Collor de Mello (PRTB)
- Amazonas - Alfredo Nascimento (PL)
- Amapá - José Sarney (PMDB)
- Bahia - João Durval (PDT)
- Ceará - Inácio Arruda (PC do B)
- Distrito Federal - Joaquim Roriz (PMDB)
- Espírito Santo - José Renato Casagrande (PSB)
- Goiás - Marconi Perillo (PSDB)
- Maranhão - Epitácio Cafeteira (PTB)
- Mato Grosso - Jayme Campos (PFL)
- Mato Grosso do Sul - Marisa Serrano (PSDB)
- Minas Gerais - Eliseu Resende (PFL)
- Pará - Mário Couto (PSDB)
- Paraíba - Cícero Lucena (PSDB)
- Paraná - Álvaro Dias (PSDB)
- Pernambuco - Jarbas Vasconcelos (PMDB)
- Piauí - João Vicente Claudino (PTB)
- Río de Janeiro - Francisco Dornelles (PP)
- Rio Grande do Norte - Rosalba Ciarlini (PFL)
- Rio Grande do Sul - Pedro Simon (PMDB)
- Rondônia - Expedito Júnior (PPS)
- Roraima - Mozarildo Cavalcanti (PTB)
- São Paulo - Eduardo Suplicy (PT)
- Santa Catarina - Raimundo Colombo (PFL)
- Sergipe - Maria do Carmo (PFL)
- Tocantins - Kátia Abreu (PFL)